# مقايسة مناعية
مقايسة مناعية وتسمى أيضا تحاليل مناعية (بالإنجليزية: Immunoassay)‏ هي اختبارات بيوكيميائية تستخدم لقياس مستوى مواد معينة في السائل الحيوي مثل: المصل والبول والدمع واللعاب.
تعتمد المقايسة المناعية على ارتباط المستضد مع الجسم المضاد الذي خصص له في التحليل.

## طريقة العمل
يتم تصنيع الاجسام المضادة في الجسم في حال التعرض للأجسام الغريبة مثل المستضد، حيث تكون الاجسام المضادة ذات طبيعة تخصصية تسهل عملية اندماجها مع الاجسام التي سببت تصنيعها .
تتعرف الأجسام المضادة على الجزء من الحانمات .

## طرق تصنيع الاجسام المضادة
- - عن طريق الحقن :حيث يمكن حقن حيوان ما بالجسم المستضد واستخلاص الجسم المضاد من مصل الحيوان المحقون.
- - استخلاص جسم مضاد وحيد النسيلة :عن طريق زرع عدد خلايا متماثة تماما .

## الأقسام
للقياسات المناعية ثلاثة أقسام بما فيها المقايسة الإنزيمية وهذه الأقسام هي:
- قياسات مناعية تنافسية.
- قياسات مناعية مباشرة.
- قياسات مناعية غير مباشرة.

## انظر ايضاً
- المقايسة المناعية المانحة للانزيم المنسل
- إليزا (المقايسة المناعية المرتبط بالإنزيم)
- مقايسة مناعية شعاعية
- مقايسة التراص الدموي